# Тебас, Хавьер
Хавьер Тебас Медрано (исп. Javier Tebas Medrano; род. 31 июля 1962, Сан-Хосе, Коста-Рика) — испанский спортивный функционер, президент испанской Ла Лиги.

## Биография
За свою карьеру Тебас работал в 11 различных клубах  Ла Лиги. В 1993 году он стал президентом  «Уэски». В качестве вице-президента Ла Лиги он отработал три срока с 2001 года, прежде чем в 2013 году возглавил организацию. На выборах он победил с огромным перевесом, набрав 32 голоса из 42  возможных. В своей предвыборной программе Хавьер Тебас пообещал очистить испанский футбол от договорных матчей и сделать более доступными цены на билеты.
В начале 80-х был  членом ультраправой партии «Новая сила». Изучал право в Университете Сарагосы . Является поклонником мадридского «Реала», хотя заявляет, что это никак не влияет на его нейтралитет как главы Ла Лиги.
Известен как последовательный критик работы президента испанской футбольной федерации Анхеля Марии Вильяра.